# بيبيه كيف
بيبيه كيف (بالإنجليزية: Bebe Cave)‏ هي ممثلة بريطانية، ولدت في 22 يوليو 1997 في لندن في المملكة المتحدة.

## أعمال

### أفلام
- حكاية الحكايات

## وصلات خارجية
- بيبيه كيف على موقع IMDb (الإنجليزية)
- بيبيه كيف على موقع قاعدة بيانات الفيلم (الإنجليزية)